# George C. Williams
George Christopher Williams (* 12. Mai 1926 in Charlotte, North Carolina; † 8. September 2010) war ein US-amerikanischer Evolutionsbiologe.

## Wirken
Williams war Professor für Ökologie und Evolution der State University of New York (SUNY) in Stony Brook. Mit seinem Buch Adaptation and Natural Selection von 1966 löste er die ‚Williams Revolution‘ aus, die zur Gen-zentrierten Grundlage der Evolution führte. Er vertrat die Ansicht, dass die natürliche Selektion am Gen angreife, und kritisierte Vertreter der Gruppenselektion, zum Beispiel Vero Wynne-Edwards. Richard Dawkins machte die Gedanken in seinem Buch Das egoistische Gen populär und erweiterte sie.

## Leben
Williams war schon früh an der natürlichen Selektion und an der Verhaltensbiologie interessiert. Als er an der University of California, Los Angeles studierte, machte ihn G. Ledyard Stebbins auf das Buch von Theodosius Dobzhansky ‚Genetics and The Origin of Species’ aufmerksam, das ihn wesentlich beeinflusste. Er erreichte seinen Ph.D. 1955 an der University of California in Los Angeles.
Danach hielt er Vorlesungen an der University of Chicago. Er forschte viele Jahre zur Evolutionsbiologie von Fischen und leistete wesentliche Beiträge zur Erforschung der Evolution der Sexualität.
Er war Herausgeber des ‚American Naturalist’ und war 1989 Präsident der Society for the Study of Evolution. Williams lehrte ab 1960 an der State University of New York (SUNY) in Stony Brook, bis er 1990 emeritiert wurde.
In jüngerer Zeit beschäftigte er sich mit darwinistischer Medizin.
George Williams verstarb am 8. September 2010.

## Ehrungen
- Williams wurde 1989 zum ‚Eminent Ecologist’ durch die ‚Ecological Society of America’ gewählt.
- Guggenheim-Stipendium
- Williams war seit 1990 Mitglied der American Academy of Arts and Sciences und seit 1993 Mitglied der National Academy of Sciences
- Er erhielt 1992 die Daniel Giraud Elliot Medal.
- Crafoord Prize der Royal Swedish Academy of Sciences 1999

## Werke
- Williams, G.C. 1966 Adaptation and Natural Selection. Princeton University Press.
- Williams, G.C. 1975 Sex and Evolution. Princeton University Press.
- Taylor, P.O. and G.C. Williams. 1984 Demographic parameters at evolutionary equilibrium. Canad. J. Zool. 62: 2264–2271.
- Williams, G.C. 1985 A defense of reductionism in evolutionary biology. Oxford Surv. Evol. Biol. 2: 127.
- Williams, G.C. 1988 Huxley’s Evolution and Ethics in sociobiological perspective. Zygon 23: 383–438.
- Williams, G.C. 1992 Natural Selection: Domains, Levels, and Challenges. Oxford University Press.
- Williams, G.C., Nesse, Randolph M. 1995 Why we get sick; 1997 Warum wir krank werden.
- Williams, G.C., Nesse, Randoph M. 1996 Evolution and Healing: The New Science of Darwinian Medicine
- Williams, G.C. 1997 The Ponyfish’s Glow: and Other Clues to Plan and Purpose in Nature